# Liste der Baudenkmale in Crivitz
In der Liste der Baudenkmale in Crivitz sind alle Baudenkmale der Stadt Crivitz (Landkreis Ludwigslust-Parchim) und ihrer Ortsteile aufgelistet (Stand: Januar 2021).

## Crivitz
| ID | Lage                                 | Bezeichnung | Beschreibung | Bild                   |
| -- | ------------------------------------ | --- | --- | ---------------------- |
|    | Am Bahnhof 2 (Karte)                 | Wohnhaus | |                        |
|    | Am Bahnhof 3 (Karte)                 | Wohnhaus | |                        |
|    | Am Bahnhof 13 (Karte)                | Wohnhaus | |                        |
|    | Amtsstraße                           | Trafohaus | |                        |
|    | Amtsstraße 1 (Karte)                 | ehem. Amtsgericht (Krankenhaus) | |                        |
|    | Amtsstraße 2 (Karte)                 | Kulturhaus | |                        |
|    | Amtsstraße 4 (Karte)                 | Wohnhaus | |                        |
|    | Amtsstraße 6 (Karte)                 | Wohn- und Geschäftshaus | |                        |
|    | Amtsstraße 14 (Karte)                | Wohnhaus | |                        |
|    | Bahnhofstraße 3 (Karte)              | Wohnhaus | |                        |
|    | Bahnhofstraße 4 (Karte)              | Wohn- und Geschäftshaus mit Wirtschaftsgebäude | |                        |
|    | Bahnhofstraße 5 (Karte)              | Wohnhaus | |                        |
|    | Bahnhofstraße 7 (Karte)              | Wohnhaus | |                        |
|    | Bahnhofstraße 8 (Karte)              | Haustür | |                        |
|    | Bahnhofstraße 9 (Karte)              | Wohnhaus | |                        |
|    | Bahnhofstraße 11 (Karte)             | Wohnhaus | |                        |
|    | Bahnhofstraße 13 (Karte)             | Wohnhaus | |                        |
|    | Bahnhofstraße 13 (Karte)             | Wohnhaus | |                        |
|    | Bergstraße 4 (Karte)                 | Wohnhaus mit Stall | |                        |
|    | Bergstraße 17 (Karte)                | Wohnhaus mit Scheune | |                        |
|    | Bergstraße 20 (Karte)                | Wohnhaus | |                        |
|    | Bergstraße 26 (Karte)                | Wohnhaus | |                        |
|    | Breite Straße 2 (Karte)              | Wohn- und Geschäftshaus | |                        |
|    | Breite Straße 19 (Karte)             | Wohnhaus | |                        |
|    | Breite Straße 22 (Karte)             | Wohnhaus | |                        |
|    | Breite Straße 24 (Karte)             | Wohnhaus | |                        |
|    | B 321, Eichholzstraße                | Meilenstein | |                        |
|    | Eichholzstraße 1 (Karte)             | Wohn- und Geschäftshaus mit Lagerhalle | |                        |
|    | Eichholzstraße 14 (Karte)            | Wohnhaus | |                        |
|    | Eichholzstraße 16 (Karte)            | Wohnhaus | |                        |
|    | Eichholzstraße 18 (Karte)            | Wohnhaus | |                        |
|    | Fischerstraße                        | Straßenpflaster mit Mittelrinne | |                        |
|    | Fritz-Reuter-Straße 13 (Karte)       | ehemalige Synagoge | | ehemalige Synagoge     |
|    | Goethestraße 4 (Karte)               | Wohnhaus | |                        |
|    | Goethestraße 13 (Karte)              | Wohnhaus | |                        |
|    | Goethestraße 16 (Karte)              | Wohnhaus | |                        |
|    | Goethestraße 26 (Karte)              | Wohnhaus und Gaststätte | |                        |
|    | B 321, Große Straße                  | Todesmarschgedenktafel | |                        |
|    | Große Straße 8 (Karte)               | Wohn- und Geschäftshaus | |                        |
|    | Große Straße 13 (Karte)              | Wohnhaus | |                        |
|    | Große Straße 14 (Karte)              | Wohnhaus | |                        |
|    | Große Straße 16 (Karte)              | Wohnhaus | |                        |
|    | Große Straße 17 (Karte)              | Wohn- und Geschäftshaus | |                        |
|    | Große Straße 21 (Karte)              | Wohn- und Geschäftshaus | |                        |
|    | Große Straße 24 (Karte)              | Wohnhaus mit Hofgebäude | |                        |
|    | Große Straße 25 (Karte)              | Postamt | 2-gesch. historisierendes Gebäude aus der Gründerzeit mit seitlichem Giebelrisalit und Klinkerfassade | Postamt                |
|    | Große Straße 26 (Karte)              | Hofgebäude | |                        |
|    | Große Straße 31 (Karte)              | Wohn- und Geschäftshaus | |                        |
|    | Große Straße 41 (Karte)              | Wohn- und Geschäftshaus mit Hofgebäude | |                        |
|    | Große Straße 45 (Karte)              | Haustür | |                        |
|    | Große Straße 55 (Karte)              | Wohn- und Geschäftshaus | |                        |
|    | Grüne Straße 7 (Karte)               | Wohnhaus | |                        |
|    | Grüne Straße 27 (Karte)              | Wohnhaus | |                        |
|    | Kirchenstraße (Karte)                | Kirche | Kirche der Backsteingotik vom 14./15. Jh., Wiederaufbau nach 1660, Hallenkirche mit 3 Jochen, niedr., eingerückter Chor mit 5/8-Schluss; innen: Fresken von um 1430 und 1600, Tauffünte vom 13. Jh., Schnitzaltar von um 1500, geschnitzte Kanzel von 1621. | Weitere Bilder         |
|    | Kirchenstraße 2 (Karte)              | Pfarrhaus mit Wirtschaftsgebäude | |                        |
|    | Kirchenstraße 4/6 (Karte)            | Schule, ehem. | |                        |
|    | Kirchenstraße 8 (Karte)              | Pfarrwitwenhaus | |                        |
|    | Kirchenstraße 16 (Karte)             | Wohnhaus | |                        |
|    | Kirchenstraße 18 (Karte)             | Wohnhaus mit Hintergebäude | |                        |
|    | Am Markt 1 (Karte)                   | Wohnhaus | |                        |
|    | Am Markt 2 (Karte)                   | Wohnhaus | |                        |
|    | Am Markt 4 (Karte)                   | Wohnhaus mit Hofgebäude | |                        |
|    | Am Markt 5 (Karte)                   | Wohn- und Geschäftshaus | |                        |
|    | Am Markt 6 (Karte)                   | Wohn- und Geschäftshaus | |                        |
|    | Am Markt 7 (Karte)                   | Wohn- und Geschäftshaus | |                        |
|    | Am Markt 8 (Karte)                   | Hotel | |                        |
|    | Am Markt 9 (Karte)                   | Gaststätte | |                        |
|    | Mauerstraße 63 (Karte)               | Wohnhaus | |                        |
|    | Mauerstraße                          | Straßenpflaster | |                        |
|    | Parchimer Straße 4 (Karte)           | Wohnhaus | |                        |
|    | Parchimer Straße 5 (Karte)           | Wohn- und Geschäftshaus | |                        |
|    | Parchimer Straße 7 (Karte)           | Wohn- und Geschäftshaus mit Hofgebäude | |                        |
|    | Parchimer Straße 12 (Karte)          | Wohn- und Geschäftshaus | |                        |
|    | Parchimer Straße 13 (Karte)          | Wohn- und Geschäftshaus | |                        |
|    | Parchimer Straße 26 (Karte)          | Wohn- und Geschäftshaus | |                        |
|    | Parchimer Straße 29 (Karte)          | Wohn- und Geschäftshaus | |                        |
|    | Parchimer Straße 51 (Karte)          | Wohnhaus und Wirtschaftsgebäude (Breite Straße) | |                        |
|    | Parchimer Straße 53 (Karte)          | Wohnhaus | |                        |
|    | B 321, Parchimer Straße 53           | Todesmarschgedenkstein | |                        |
|    | Parchimer Straße 54 (Karte)          | Wohn- und Geschäftshaus | |                        |
|    | Parchimer Straße 62 (Karte)          | Schreinerei mit Wohnhaus und Wirtschaftsgebäuden | |                        |
|    | Parchimer Straße (Karte)             | Friedhof mit Kapelle, OdF-Gedenkstätte mit Gedenkplatte, Kriegsgräber mit Gedenkstein 1939/45, Zwangsarbeitergräber mit Gedenkstein, KZ-Opfer-Gedenkstein, 2 Gräberfelder "Haus Elim", Tor zum Zapeler Weg | |                        |
|    | Rathausstraße 1 (Karte)              | Rathaus mit Remise und Hofmauer (Amtsstraße) | |                        |
|    | Rathausstraße 2 (Karte)              | Spritzenhaus | |                        |
|    | Rathausstraße 5 (Karte)              | Wohnhaus | |                        |
|    | Rathausstraße 10 (Karte)             | Wohnhaus | |                        |
|    | Rönkenhofer Weg 2 (Karte)            | Forsthof mit Forsthaus und Fachwerkscheune | |                        |
|    | Rosenstraße 1 (Karte)                | Wohnhaus (Straßengiebel) | |                        |
|    | Rudolf-Breitscheid-Straße 2 (Karte)  | Wohnhaus mit Wirtschaftsgebäude und Hofmauer | |                        |
|    | Rudolf-Breitscheid-Straße 3 (Karte)  | Wohnhaus | |                        |
|    | Rudolf-Breitscheid-Straße 4 (Karte)  | Wohnhaus mit Wirtschaftsgebäude | |                        |
|    | Rudolf-Breitscheid-Straße 9 (Karte)  | Wohnhaus und Gaststätte | |                        |
|    | Rudolf-Breitscheid-Straße 18 (Karte) | Wohnhaus | |                        |
|    | Rudolf-Breitscheid-Straße 29 (Karte) | Wohnhaus | |                        |
|    | Schulstraße 1 (Karte)                | Schule | |                        |
|    | B 321, Schweriner Chaussee           | Todesmarschgedenkstein | |                        |
|    | Schweriner Chaussee                  | Todesmarschgedenkstein | |                        |
|    | B 321, Schweriner Chaussee           | Meilenstein | |                        |
|    | Settiner Weg 2 (Karte)               | Wohnhaus | |                        |
|    | Trammer Straße 12 (Karte)            | Wohnhaus | |                        |
|    | Trammer Straße 14 (Karte)            | Wohnhaus | |                        |
|    | Trammer Straße 16 (Karte)            | Wohnhaus | |                        |
|    | Trammer Straße 27 (Karte)            | Villa | |                        |
|    | Weinbergstraße                       | Todesmarschgedenkstein | |                        |
|    | Weinbergstraße                       | Kriegerdenkmal 1870/71 | | Kriegerdenkmal 1870/71 |
|    | Weinbergstraße                       | Kriegerdenkmal 1914/18 | Idealfigur „Kniender Krieger“, 1922 von Wilhelm Wandschneider (1866–1942) erstellt | Kriegerdenkmal 1914/18 |
|    | Weinbergstraße 38 (Karte)            | Villa | |                        |
|    | Weinbergstraße 39 (Karte)            | Gasthaus | |                        |
|    | Zapeler Weg                          | Scheune I | |                        |
|    | Zapeler Weg                          | Scheune II | |                        |
|    | Zapeler Weg                          | Scheune III | |                        |
|    | Zapeler Weg                          | Scheune IV | |                        |
|    | Zapeler Weg                          | Scheune V | |                        |
|    | Zapeler Weg                          | Scheune VI | |                        |
|    | Zweihausgasse                        | Straßenpflaster | |                        |

## Basthorst
| ID | Lage                     | Bezeichnung                                                                                                   | Beschreibung | Bild |
| -- | ------------------------ | --- | --- | --- |
|    | Am Krebsgarten 1 (Karte) | Forsthaus | | |
|    | Schlossstraße 11 (Karte) | Wohnhaus | | |
|    | Schlossstraße 18 (Karte) | Gutsanlage mit Gutshaus, Verwalterhaus, Einfriedung mit Torpfeilern und Skulpturen der Rossebändiger und Park | 2-gesch., klassizistisches Herrenhaus der Familie von Schack von 1824 mit Klinkerfassaden und Dachreiter; 1850 ergänzt um weitere Wirtschaftsgebäude und 2-gesch. Anbauten; 1948 Heilanstalt, 1984 Umbauten zur Weiterbildungseinrichtung, 1994–1998 Umbau zum Tagungshotel. | Gutsanlage mit Gutshaus, Verwalterhaus, Einfriedung mit Torpfeilern und Skulpturen der Rossebändiger und Park |
|    | Schlossstraße            | Pferdestall                                                                                                   | | |
|    | Schlossstraße 24 (Karte) | Kuhstall | | |
|    | Am Glambecksee           | Grabdenkmal Rau                                                                                               | | |

## Gädebehn
| ID | Lage                       | Bezeichnung                                        | Beschreibung | Bild      |
| -- | -------------------------- | -------------------------------------------------- | ------------ | --------- |
|    | Am Kirchberg 10 (Karte)    | Pfarrhaus                                          |              | Pfarrhaus |
|    | Crivitzer Straße 4 (Karte) | Großherzogliche Oberförsterei                      |              |           |
|    | Crivitzer Straße (Karte)   | Kirche                                             |              |           |
|    | L 09 hinter Abzweig Demen  | Meilenstein                                        |              |           |
|    | Parkweg 7 (Karte)          | Gutshaus mit Park (in der vorhandenen Einfriedung) |              |           |
|    | Rönkenhofer Weg 2 (Karte)  | Forsthof mit Forsthaus und 2 Fachwerkscheunen      |              |           |

## Militzhof
| ID | Lage                   | Bezeichnung | Beschreibung | Bild |
| -- | ---------------------- | ----------- | ------------ | ---- |
|    | Am Militzsee 1 (Karte) | Villa       |              |      |

## Radepohl
| ID | Lage                  | Bezeichnung                                    | Beschreibung | Bild                                           |
| -- | --------------------- | ---------------------------------------------- | --- | ---------------------------------------------- |
|    | Dorfstraße 10 (Karte) | Gutsanlage mit Gutshaus Park und Zufahrtsallee | Unsanierter, 2-gesch., 7-achs. Putz-/Fachwerkbau vom 17. Jh.; Gut u. a. der Familien Elderhorst zu Bissendorf und Georg Froriep. | Gutsanlage mit Gutshaus Park und Zufahrtsallee |

## Wessin
| ID | Lage                     | Bezeichnung                          | Beschreibung | Bild                                 |
| -- | ------------------------ | ------------------------------------ | --- | ------------------------------------ |
|    | Am Kulturhaus 13 (Karte) | Gutshaus                             | | Gutshaus                             |
|    | (Karte)                  | Kirche mit Friedhof und Trockenmauer | Die evangelische Kirche wurde Anfang des 15. Jahrhunderts erbaut. Die Ausstattung im Inneren ist neugotische und wahrscheinlich aus der zweiten Hälfte des 19. Jahrhunderts. | Kirche mit Friedhof und Trockenmauer |
|    | MTS-Siedlung 27 (Karte)  | Bauernhaus                           | |                                      |

## Ehemalige Denkmale

### Crivitz
| ID | Lage                                 | Bezeichnung             | Beschreibung    | Bild |
| -- | ------------------------------------ | ----------------------- | --------------- | ---- |
|    | Eichholzstraße 20 (Karte)            | Wohnhaus                |                 |      |
|    | Goethestraße 6 (Karte)               | Wohnhaus                | 2016 abgerissen |      |
|    | Parchimer Straße 3 (Karte)           | Wohnhaus                | 2017 abgerissen |      |
|    | Rathausstraße 22 (Karte)             | Wohn- und Geschäftshaus |                 |      |
|    | Rudolf-Breitscheid-Straße 12 (Karte) | Wohnhaus                |                 |      |
|    | Rudolf-Breitscheid-Straße 14 (Karte) | Wohnhaus                |                 |      |

### Gädebehn
| ID | Lage                      | Bezeichnung            | Beschreibung                                                          | Bild                   |
| -- | ------------------------- | ---------------------- | --------------------------------------------------------------------- | ---------------------- |
|    | Rönkenhofer Weg 4 (Karte) | Chausseehaus mit Stall | 2016 abgerissen, Stallgebäude als Fledermausunterkunft noch vorhanden | Chausseehaus mit Stall |